# Renato Vieira Rodrigues
Renato Vieira Rodrigues, meglio noto come Renatinho (Foz do Iguaçu, 31 gennaio 1992), è un calciatore brasiliano, centrocampista del Primavera.

## Caratteristiche tecniche
È un trequartista.

## Carriera
Cresciuto nelle giovanili dell'Athl. Paranaense, ha esordito l'11 luglio 2012 in occasione del match vinto 1-0 contro l'Ipatinga.